# Дворец
Дворец (слч. Dvorec) насељено је мјесто са административним статусом сеоске општине (слч. obec) у округу Бановце на Бебрави, у Тренчинском крају, Словачка Република.

## Становништво
| Година:    | 1994. | 2004.    | 2014.   | 2024.    |
| ---------- | ----- | -------- | ------- | -------- |
| Број људи: | 380   | 426      | 428     | 513      |
| Разлика:   |       | +12,10 % | +0,46 % | +19,85 % |

| Година:    | 2023. | 2024.   |
| ---------- | ----- | ------- |
| Број људи: | 488   | 513     |
| Разлика:   |       | +5,12 % |

Према подацима о броју становника из 2011. године насеље је имало 425 становника.